# Black Sabbath
Black Sabbath (МФА: [blæk ˈsæbəθ]) — британская рок-группа, образованная в Бирмингеме, Англия, в 1968 году и оказавшая значительное влияние на развитие рок-музыки, прежде всего, хеви-метала. Дебютный альбом Black Sabbath считается одним из первых хеви-метал-альбомов, заложившим, кроме того, фундамент и для последующего развития дум-метала. Десять альбомов группы входили в первую десятку UK Albums Chart. К 2012 году общий тираж альбомов Black Sabbath приблизился к 70 миллионам.
Лидером и основным композитором Black Sabbath был гитарист Тони Айомми, вторым почти неизменным участником и соавтором песен — басист Гизер Батлер. Остальной состав группы неоднократно менялся. Альбомы до 1980 года записаны классическим составом с вокалистом Оззи Осборном. После расставания с ним на записях различных альбомах группы пели Ронни Дио, Тони Мартин и другие вокалисты. В 2011 году группа воссоединилась в классическом составе, а в 2017 году после прощального тура завершила выступления окончательно. Участники Black Sabbath, в особенности Оззи и Дио, также сделали успешные сольные карьеры после ухода из группы.
Оригинальный состав Black Sabbath воссоединился для последнего концерта группы и Осборна в «Вилла Парк» в Бирмингеме 5 июля 2025 года. Вскоре после этого концерта — 22 июля 2025 года — Оззи Осборн ушёл из жизни.

## История группы
Группу образовали четверо выходцев из Астона в Бирмингеме: Оззи Осборн, Тони Айомми, Гизер Батлер и Билл Уорд. Музыкальный «мозг» будущего состава, гитарист Айомми, играл до 1966 года в нескольких местных группах: The In Crowd, The Birds and The Bees, а затем в Mythology: он рассказывал, что в то время находился под влиянием Хэнка Марвина (гитариста The Shadows) и джазовых гитаристов, особенно Джанго Рейнхардта. Уорд (также в недавнем прошлом участник Mythology) интересовался джазом: его любимыми барабанщиками были Бадди Рич и Джин Крупа. Гизер Батлер своим главным источником раннего вдохновения впоследствии называл игру Джека Брюса, басиста Cream. Оззи Осборн играл в группе The Prospectors (где также участвовал Джимми Филипс, будущий слайд-гитарист Polka Tulk), The Black Panthers, Approach и Music Machine (здесь в начале 1966 года он заменял заболевшего вокалиста). Осборн вспоминал позже, что его любимыми исполнителями были The Beatles (особенно ему нравился альбом Revolver), а кумиром — Джон Леннон.
В 1968 году, после распада Mythology, Айомми и Уорд решили собрать новый коллектив, который играл бы тяжёлый блюз. Они пригласили в состав Батлера и Осборна, в то время — участников группы Rare Breed, — после того, как заметили в местном музыкальном магазине написанное последним объявление: «Оззи-Зигу нужны концерты — усилитель имеется» (англ. Ozzy Zig Needs Gig - has own PA). Первоначально группу назвали The Polka Tulk Blues Band (в честь дешёвой разновидности тальковой пудры, которую Осборн заметил в ванной своей матери):63. В состав группы входили также слайд-гитарист Джимми Филипс (Jimmy Phillips) и саксофонист Алан Кларк (Alan «Aker» Clarke). Затем название группы сократили до Polka Tulk, а затем (вопреки протестам Осборна) переименовали её в Earth:84; к этому времени Филипса и Кларка в составе уже не было.
Группа часто играла в клубе «Henry’s Blues House», принадлежавшем Джиму Симпсону — джазмену и трубачу. Так как музыканты играли приджазованный блюз, Симпсону это понравилось, и он предложил им свои услуги в качестве менеджера. Из-за боязни, что в случае отказа группа лишится места для выступлений, музыканты согласились.
Первое, что сделал Симпсон, это устроил группу в проект «Big Bear Folly» — британское турне четырёх групп, в котором каждый вечер заканчивался джемом, когда на сцену выходили все сразу. В декабре 1968 года Айомми по приглашению Йэна Андерсона присоединяется к Jethro Tull, однако участие гитариста в этом составе было непродолжительным. Тем не менее он успел появиться с Jethro Tull в телешоу The Rolling Stones Rock and Roll Circus. Уже в январе 1969 года, разочаровавшись в направлении развития, избранном Jethro Tull, он вернулся в Earth. «Я хотел быть частью группы, в которой всё делается сообща, а не быть приглашённым в состав, где всё уже решено», — позже вспоминал Айомми.
К этому моменту музыканты начинают сочинять собственные песни. «Wicked World» и «Black Sabbath» стали первыми песнями, написанными на репетициях. «The Wizard» был написан после того, как находясь в одном из клубов и приняв наркотики, Оззи с Гизером увидели, что снаружи кто-то по-дурацки скачет. Им показалось, что это эльф, и они взяли и воплотили в тексте то, что им привиделось.
Песня «Black Sabbath» была написана с использованием пресловутого «интервала Дьявола». Воспоминания музыкантов об истории создания песни разнятся. По одним утверждениям, создание песни навеяно работами мастера оккультной прозы Денниса Уитли, и Осборн написал к ней текст, под влиянием пересказанного Батлером эпизода, который случился с ним вскоре после того, как он прочитал книгу XVI века о чёрной магии. («…Я проснулся среди ночи: у дальнего конца кровати стояла фигура в чёрном. Несколько секунд спустя она словно бы растворилась, заставив меня пережить момент незабываемого ужаса…» — отсюда первые строки песни: «What is this that stands before me? Figure in black which points at me…»). Айомми утверждает, что он просто что-то играл «и вдруг „дум-дум-дуууммм“. И это было оно! тут же выстроилась песня. У меня родился рифф, затем каждый стал нанизывать по кусочку, и в конце концов получилось нечто потрясающее». Эта песня тотчас задала развитию группы новое направление.
Причины выбора группой исполнения более «тёмной» музыки и оккультной тематики также разнятся. Так, в одном из интервью музыканты заявили, что эта идея впервые пришла в голову Айомми: как-то раз, глядя из окна на очередь за билетами в кинотеатр, где шёл фильм Марио Бава «Три лика страха» (в англо-американском прокате он вышел под названием «Black Sabbath» — «Чёрная Суббота») с Борисом Карлоффом в главной роли, он заметил: «Если людям нравятся пугающие фильмы, может, им понравится пугающая музыка?». Позже, в своей автобиографической книге, Айомми заявит: «Знаю, что есть фильм Бориса Карлоффа (Borris Karloff) под названием „Black Sabbath“, но в то время он нам не попадался».
Между тем, выяснилось, что в Англии многие путают их с другой, образовавшейся ранее, группой Earth, а значит, название пора менять. «Гизер предложил назваться Black Sabbath, и это звучало слишком подходящим для нас, чтобы не воспользоваться» позднее скажет Айомми.
Симпсон устраивает группе первое выступление в Европе. Одним из первых клубов, в которых выступила группа, был знаменитый гамбургский «Star Club». По воспоминаниям Айомми, музыканты в то время курили много травы и любыми способами пытались привлечь к себе внимание. Так на одном из концертов Айомми купил себе флейту и пытался играть на ней, но держал её чересчур низко, так что получалось что он только выдувал воздух. В другой раз Оззи выкрасил себе лицо пурпурной краской.
Осенью 1969 года группа записывает демо: «The Rabel» и «The Song For Jim». Песня «The Song For Jim» была написана Норманом Хайнсом (Norman Haines) из группы Джима Симпсона, и Джим хотел, чтобы группа её записала. Симпсон так же настоял, чтобы группа записала «Evil Woman» — кавер на американский хит группы Crow, считая, что музыкантам нужно что-то «коммерческое». Демо «The Wizard» Симпсон использовал чтобы заинтересовать диск-жокея Джона Пила. Тот предоставил группе время на своём шоу и в ноябре того же 1969-го Black Sabbath впервые выступили на национальном радио в шоу «Top Gear» и исполнили «Black Sabbath», «N.I.B.», «Behind The Wall Of Sleep» и «Sleeping Village».

### Black SabbathиParanoid(1970—1971)
Во время одного из выступлений группы в «Henry’s Blues House» туда зашёл Тони Холл (Tony Hall) — достаточно известный диджей. Ему понравилось выступление группы и он заключил контракт с музыкантами от имени своей компании «Tony Hall Enterprises», а затем продал этот контракт лейблу «Fontana». Группа приступила к записи своего первого альбома.
От компании звукозаписи для руководства записью был назначен продюсер Роджер Бейн. Запись происходила в студии «Regent Sound» (Тоттенхэм, Лондон) в октябре 1969 года. Студия была размером с жилую комнату, все музыканты играли одновременно, между ударными и гитаристами установили перегородку, а Оззи пел в ванной комнате в то же самое время, когда остальные играли. Инженером звукозаписи был Том Аллом (Tom Allom). По утверждению Айомми самой большой проблемой было объяснить, как настраивать аппаратуру группы. Бейн и Аллом проигрывали записанные дорожки по отдельности и слушая по отдельности инструменты пытались изменить их звучание, пока, по утверждению Айомми, не поняли, что нужно слушать звучание группы целиком.
Весь материал был записан на четыре дорожки, Бейн и Аллом добавили колокола и раскаты грома в песню «Black Sabbath». Кто-то из них принёс плёнки с эффектами и предложил их добавить, и музыканты согласились на это. Фотографию для альбома сделали на водяной мельнице в деревне Mapledurham. На внутренний разворот поместили перевёрнутый крест, с которого по словам Айомми «начались многие наши неприятности. Мы неожиданно стали сатанистами.» На окончательном сведении альбома музыканты не присутствовали, так как отправлялись в турне по Европе. Звукозаписывающая компания «Philips Records», владевшая лейблом «Fontana» передала группу на «Vertigo Records» — только что образованное подразделение, специализирующееся на прогрессив-роке.
Ещё до записи альбома Симпсон подписал контракты на множество выступлений группы, между тем их заработок составлял порядка 20 фунтов, вследствие этого музыканты решают сменить продюсера. Первым, с кем музыканты встретились, был Дон Арден, однако музыканты не хотели с ним работать, по словам Айомми «возле него крутилась толпа гангстероподобных персонажей». Тогда Уилф Пайн, помощник Ардена, предложил музыкантам поработать с Патриком Миханом. Михан понравился музыкантам и с ним заключили контракт. Новый менеджер сразу же ограничил общение музыкантов с прессой, что сделало выход альбома более интригующим.
9 января 1970 г. лейбл выпустил сингл «Evil Woman», а вслед за ним, как настояли маркетологи звукозаписывающей компании, в пятницу 13 февраля 1970 года вышел и альбом, получивший название Black Sabbath. Он поднялся до 8-го места в чарте UK Albums Chart, четыре месяца спустя был выпущен (на Warner Bros. Records) в США, где поднялся до 23-го места в Billboard 200, продержался в Top 40 около года и разошёлся за это время миллионным тиражом.
При том, что альбом имел коммерческий успех (а впоследствии стал — как в США, так и в Великобритании — платиновым), в 1970 году он подвергся серьёзной критике; в частности, был крайне невысоко оценён Лестером Бэнгсом, рецензентом Rolling Stone. Скептическое отношение к группе со стороны музыкальных критиков сохранялось в течение многих лет. Как отмечал в 1973 году альманах «Rock Files», «…Любой третьесортный саппорт-бэнд имел больше шансов попасть в программу Джона Пила, чем Black Sabbath». Группа, до ухода Осборна в 1979 году, сумевшая продать 8 миллионов копий своих альбомов, своим взлётом была обязана исключительно преданности фанатов. Сам Оззи Осборн впоследствии так объяснял истоки музыкального мировоззрения своего коллектива: «В чартах <конца 1960-х годов> только и слышалось: 'Если вы соберётесь в Сан-Франциско, не забудьте, что у вас должны быть цветы в волосах…' Мы же в Астоне, если и видели цветы, так только в венках на гробах, что отправлялись на кладбище».
После записи «Black Sabbath» группа приступила к написанию песен для второго альбома. Некоторые из них были написаны в дороге по Европе, в частности «War Pigs». Основная идея этой песни, по словам Айомми, появилась в Цюрихе. Первоначально она называлась «Walpurgis» и имела совершенно другой текст. По утверждению Айомми он не знает, почему Гизер переделал её из «Walpurgis» в «War Pigs». «Лирика была его епархией. Мне нравилось что он делает, так что я особенно расспросами его не донимал.» Часть подготовительной работы к альбому была проделана в Монмуте (Уэлс).
В июне 1970 года группа возвращается в студию «Regent Sound» и приступает к работе. Запись альбома протекала достаточно скоро и заняла не более трёх-четырёх дней.
Первоначально альбом предполагалось назвать War Pigs, но компания звукозаписи, опасаясь возможных политических осложнений, настояли на смене заголовка. В сентябре 1970 года он выходит под названием Paranoid. Обложку переделывать было поздно, поэтому она осталась с мотивами первоначального названия: «свинья войны» со щитом и мечом. Альбом стремительно возглавил британский хит-парад. Участники группы возражали против выпуска заглавного трека синглом и не были обрадованы известием о том, что он добрался до 4-го места в UK Singles Charts, выведя их таким образом (как они полагали) «на подростковый рынок». Впоследствии критики отмечали, что трек во многом опередил своё время и к панк-року был ближе, чем хеви-метал. О том, насколько случайной оказалась эта новация, свидетельствует тот факт, что песня «Paranoid» была записана в последний момент, исключительно ради того, чтобы удлинить альбом.

Знаете, как возникла вообще Paranoid? Мы были в студии, требовалось добить альбом 3-4 минутами материала, а его-то у нас и не было. Тони обыгрывал себе этот рифф-и всё случилось само собой: мы совершенно эту вещь не готовили. Вот так: часами и днями можно пытаться написать классическую вещь, а в конечном итоге — случайно забрасываешь идею, гляди-ка, что получается: песня поднимается до 2-го места в чартах!..Оригинальный текст (англ.)…Do you know how Paranoid has actually got together? We were in the studio, we needed 3 or 4 minutes to finish the album and we didn’t have enough material. So Tony was just jamming with that riff, and it just happened–we didn’t plan this song.. You can spend hours and days to write a classic song and it always happens this way: you throw in some things and look what happens: it got to No2 in the charts. — Оззи Осборн. BBC Radio 2. My Top 10.
Американский релиз был отложен до января следующего года; компания решила подождать, пока первый альбом не покинет чарты. Paranoid поднялся до #12 в США. Видя коммерческий успех альбома записывающая компания решила выпустить из альбома вторым синглом песню «Iron Man»; в Top 40 сингл не вошёл, но песня стала одной из популярнейших в концертном репертуаре группы. Альбом Paranoid остался в истории не только как самый коммерчески успешный альбом группы, только в США разошедшийся 4-миллионным тиражом, но и (согласно Allmusic) как один из «величайших и самых влиятельных хеви-метал-альбомов всех времён».
В декабре 1970 года группа отправляется в своё первое американское турне. Первый концерт в США состоялся в клубе под названием «Ungano’s» в Манхэттене. Тур начинался неудачно, началось с того, что музыканты привезли всю свою аппаратуру не зная, что напряжение в США отлично от Европы, в результате она у них сгорела. Кроме того, так как группа не была там известна, некоторые думали что Black Sabbath чёрная группа и приходили послушать соул. Но постепенно всё утряслось и тур шёл по восходящей.
В это же время у музыкантов начинаются проблемы с сатанинскими сектами. По утверждению Айомми, ещё в Англии, к ним на концерты ходил Алекс Сандерс (англ. Alex Sanders (Wiccan)), «главный ведьмак в Англии, „Король Ведьм и Ведьмаков“». В США, перед концертами в Сан-Франциско Антон Лавей, основатель Церкви Сатаны, устроил парад в честь группы. Как пишет Айомми у него хранится фотография: «Лавей в Роллс-Ройсе и большой баннер, гласящий: „Добро пожаловать, Black Sabbath“». Одна из сатанинских сект предложила группе сыграть «Walpurgis» в Стоунхендже, и после отказа, по словам Айомми, наложила на членов группы проклятие. Музыканты очень серьёзно к этому отнеслись. Айомми пишет: «В то время мы часто обсуждали сны, и часто получалось, что нам снится одно и то же, и это было странно. Может, это были проделки Валпурги, но в одну ночь нам всем приснилось, что ношение крестов защитит нас от зла. И мы стали их носить». До этого Оззи носил на шее водопроводный кран, после этого происшествия, его отец сделал вначале Оззи, а затем и остальным алюминиевые кресты. Позднее Михан принёс им золотые. Айомми говорит: «Я никогда не выхожу на сцену, не надев своего креста. Когда я собираюсь в тур, у меня есть две вещи, за которыми я тщательно слежу: крест и напальчники.». Там же в Америке, как вспоминает Айомми, к ним приходил глава «Ангелов Ада», чтобы благословить. «Вы понимаете, это не тот человек, которому можно сказать „Чувак, отвали“» — говорит Айомми.

### Master of RealityиVolume 4(1971—1973)
Воодушевлённая коммерческим успехом Paranoid, ещё до выхода его в Америке, звукозаписывающая компания начала оказывать давление на музыкантов на предмет записи следующего альбома. К этому моменту группа из-за увеличившейся популярности и стремления продюсеров заработать всё время находилась в гастролях. Как говорит Айомми, «менеджеры постоянно отправляли нас в путь по странному расписанию. Иногда мы играли по дважды в день в разных городах.» В феврале 1971 года Black Sabbath отправляется в студию и приступают к работе над третьим альбомом. На этот момент у них уже не было готовых песен, поэтому на запись альбома было выделено две недели. Тем не менее, по утверждению Айомми, работа над альбомом пошла достаточно легко, хотя музыкантам и не хватало материалов. Как вспоминает Айомми, приходилось удлинять песни, вставляя в них гитарные куски. При работе над альбомом группа идёт на эксперимент: всем понизить строй, чтобы звук был «больше, тяжелее». Айомми вспоминает: «У большей части групп в те времена были ритм-гитарист и клавишник, а у нас только гитара, бас и ударные, поэтому мы попытались сделать их настолько жирными, насколько это возможно. Понижение строя, казалось, придаёт звучанию глубины. Думаю, я первым такое сделал.» В этом стиле были записаны «Children Of The Grave», «Lord Of This World» и «Into the Void». В альбоме впервые появилась акустическая композиция («Orchid»).
В апреле 1971 года студийная работа была завершена и в июле того же года группа выпустила Master of Reality. В течение двух месяцев альбом получил «золотой» статус, как в Великобритании, так и в США, где в конечном итоге он стал дважды платиновым.
Невзирая на результаты продаж, альбом был разгромлен в музыкальной прессе. Rolling Stone (устами того же Лестера Бэнгса) назвал пластинку «наивной, примитивной, монотонной — и вообще, совершеннейшей чепухой». Это же издание 22 года спустя включило Master of Reality в свой список 500 величайших альбомов всех времён (#298).
Как и предыдущие альбомы, Master of Reality содержал несколько спорных моментов. «Sweet Leaf» расстроила многих, так как затрагивала тему наркотиков, а в «After Forever» некоторые усмотрели сатанинскую направленность из-за ироничной строки Гизера «хотели бы вы увидеть Папу на конце верёвки (англ. would you like to see Pope on the end of a rope)?».
После выхода альбома группа снова отправляется в турне в США. Там, к уже привычным по Великобритании гашишу и химическим препаратам группа сводит своё знакомство с кокаином. 1972 год начинается для группы с 19-и дневного британского турне. Затем с марта следует тридцать два шоу по Штатам и Канаде под названием «Iron Man» (группа выступала вместе с Yes). Напряжённый ритм привёл к плачевным результатам. Уорду диагностировали гепатит и положили в больницу. Гизер, постоянно ограниченный в еде (он был вегетарианцем и не мог достать еды, которая ему была нужна), из-за комбинации с употреблением наркотиков отощал и также оказался в больнице. Айомми оказался на грани нервного срыва и ему прописали валиум в больших дозах. Единственным работоспособным остался Оззи, хотя, по утверждениям других музыкантов, он «вёл самый нездоровый образ жизни». «Мы все очутились в нокдауне, а Оззи? Он был здоров, как бык» — Айомми.
Black Sabbath взяли паузу, впервые за три года. «Группа стала ощущать серьёзные усталость и утомление. В течение нескольких лет мы находились в непрерывном движении, чередуя концерты и студийную работу. Master of Reality в каком-то смысле завершил эру трёх первых альбомов, и мы решили взять передышку, прежде чем приступить к работе над следующим альбомом»:64-65, — рассказывал позже Билл Уорд.

Всемирная известность практически не изменила отношение участников группы к себе и окружающему миру. Своё ощущение от стремительного восхождения из нищеты к вершинам славы Батлер описывал так: 
Мы из Астона, где все были очень бедны. У нас в доме даже не было горячей воды. Мы были в то время детьми — о деньгах даже не думали. До Black Sabbath была у меня работа: я получал 2.50 в неделю. Со дна мы поднялись к таким вершинам, когда легко можно было купить роллс-ройс, но для нас это не имело никакого значения. Деньги текли меж пальцев, как вода. На деньги мы не молились.  Оригинальный текст (англ.)We came from Aston where no-one had any money. Our family didn’t even had hot water. We were just kids at the time and didn’t have a clue about money. The job I had before Black Sabbath, I used to get 2.50 a week. To get from that to being able to buy a Rolls Royce doesn’t mean anything. We spent it like it was water. We didn’t worship money.Терри Гизер Батлер. Kerang!, 2009
«Первым делом мы купили себе дома и машины. Ну а потом… что покупать потом? Если для чего-то и требовались нам деньги, так только, чтобы купить новую гитару или новое оборудование. Наша цель была — создавать хорошую музыку и совершенствоваться на концертах. Мы всегда твёрдо стояли обеими ногами на земле», — говорил Тони Айомми.
В мае 1972 года квартет собрался вместе в лос-анджелесской студии Record Plant для того, чтобы приступить к работе над четвёртым альбомом. Этот альбом был первым, который музыканты решили продюсировать сами. Процесс оказался осложнён проблемами, связанными, в основном, со злоупотреблением различными препаратами. Билл Уорд вспоминал, как перед началом работы над «Cornucopia» музыканты накачали себя наркотиками, просто усевшись посередине комнаты, после чего он преисполнился к композиции таким отвращением, что позже из-за этого едва не был уволен. «Я в конце концов добил-таки <песню>, но потом долго ко мне относились с прохладцей… Мол — ну и езжай домой: от тебя всё равно здесь никакого проку»:73-74, — вспоминал барабанщик.
Первоначально альбом предполагалось назвать Snowblind, но записывающая компания, опасаясь кокаинового подтекста одноимённой песни, в последний момент изменила заголовок, выбрав, по мнению Уорда, крайне неудачный вариант. Black Sabbath Vol. 4 вышел в сентябре 1972 года, вновь подвергся критическому разносу, но золотой статус (в США) приобрёл менее, чем за месяц и стал четвёртым подряд релизом группы, тираж которого перевалил за миллион. В сентябре 1972 года альбом поднялся до #8 в Британии. Из альбома вышел сингл «Tomorrow’s Dream» (первый после Paranoid) но в чарты он не вошёл. После продолжительного турне по США группа впервые в своей карьере вылетела в Австралию, после чего продолжила гастроли в континентальной Европе.
Имея возможность провести в студии больше, чем прежде, времени, группа позволила себе эксперименты с текстурой и аранжировками, в которых были использованы струнные инструменты, фортепиано и оркестровка. Однако относительно качества материала и исторической значимости Vol. 4 существуют разные мнения. Оззи Осборн считает его слабейшей из ранних работ группы, записывавшейся спешно и в состоянии наркотического хаоса. Сказалось, кроме того, отсутствие продюсерского дуэта Роджер Бэйн — Томми Аллом: звучание получилось относительно облегчённым. Между тем, в ретроспективных обзорах пластинка оценивается достаточно высоко, особенно центральные вещи: «Changes», «Supernaut», «Snowblind» и «Tomorrow’s Dream».

### Sabbath Bloody SabbathиSabotage(1973—1975)
Завершив турне в поддержку Volume 4, Black Sabbath вернулись в Лос-Анджелес, снова в Record Plant, чтобы начать работу над следующим альбомом. К своему изумлению музыканты обнаружили, что комната, в которой они записывались, занята «гигантским синтезатором». Сняв дом в Бель-Эйр, летом 1973 года они начали готовить материал новой пластинки, но — по разным причинам — прежде всего, из-за утомления и всё тех же проблем с наркотиками, — выяснили, что не могут закончить ни одну песню. Айомми сказал: «Идеи не возникали <сами собой>, как это было во время работы над Volume 4 и мы впали в уныние. Все сидели и ждали, пока я что-нибудь не придумаю. Но ни у меня, ни у других ничего не возникало»:76.
Проведя в Лос-Анджелесе бесплодный месяц, группа вернулась в Англию и расквартировалась в селении Лес Дина. Только здесь, в мрачных подвалах замка Клиарвелл, где начались репетиции, у Black Sabbath под влиянием жутковатой атмосферы начали появляться соответствующие идеи. Здесь-то и посетил Айомми «спасительный рифф», положивший начало песне «Sabbath Bloody Sabbath» (в честь которой и был впоследствии озаглавлен альбом): с этого момента работа только и началась. Она была продолжена в лондонской Morgan Studios при участии продюсера Майка Бутчера, взявшегося за оформление экспериментов, начатых в Volume 4; звучание группы обогатилось синтезаторным звучанием и струнными аранжировками. В записи композиции «Sabbra Cadabra» принял участие приглашённый в качестве сессионного музыканта Рик Уэйкман, клавишник Yes:79.
Вышедший в декабре 1973 года Sabbath Bloody Sabbath стал первым альбомом группы, получившим положительные рецензии, в том числе и в Rolling Stone, рецензент которого Гордон Флетчер назвал пластинку «необычайно захватывающей» и «несомненно удачной». Альбом, названный рецензентом Allmusic «шедевром» и «неотъемлемой частью любой хеви-метал-коллекции», стал пятым релизом Black Sabbath, получившим в США статус платинового, поднявшись здесь до 11 строчки (и до 4 в Британии).
В январе 1974 года Black Sabbath начали всемирное турне, завершив его на фестивале California Jam в Онтарио, Калифорния, 6 апреля перед 200 тысячами зрителей выступив на одной сцене с Deep Purple, Eagles, Emerson, Lake & Palmer, Rare Earth, Seals and Crofts, Black Oak Arkansas и Earth, Wind & Fire. Частично концерт транслировался телекомпанией ABC, для широкой телеаудитории, которой Black Sabbath были представлены впервые. В том же году подписав контракт с Доном Арденом, группа оказалась вовлечена в судебную тяжбу с прежними менеджерами, которая длилась около двух лет:76.
Работа над альбомом началась в феврале 1975 года, вновь в Morgan Studios в Уиллесдене. Музыканты решили сознательно изменить направление, заданное предыдущей пластинкой. Айомми говорил: «Мы могли бы продолжать и далее, совершенствуясь технически, используя оркестры и прочее, но именно этого нам вовсе и не хотелось. Мы взглянули друг другу в глаза и решили, что хотим сделать рок-альбом, а Sabbath, Bloody Sabbath рок-альбомом по своей сути не являлся»:80.
Альбом Sabotage, записанный с Майком Бутчером, вышел в июле 1975 и был высоко оценён критикой: Rolling Stone, в частности, назвал его лучшим в карьере группы, хотя рецензент AllMusic счёл, что «особые связи, предопределившие уникальность звучания таких альбомов, как Paranoid и Volume 4, начали здесь распадаться». Sabotage, хоть и вошёл в первые альбомные «двадцатки» США и Великобритании, в целом продавался хуже (в частности, в Америке стал первым, не получившим статус платинового). Единственный сингл из него, «Am I Going Insane (Radio)» в чарты не попал, но как минимум две вещи отсюда — «Hole in the Sky» и «Symptom of the Universe» — прочно вошли в концертный репертуар Black Sabbath. Группа вышла в турне, пригласив Kiss в качестве разогревщиков, но вынуждена были прервать выступления в ноябре 1975 года после того, как в мотоциклетной аварии Осборн порвал мышцу спины. В декабре без участия группы оба лейбла выпустили сборник We Sold Our Soul for Rock ’n’ Roll, который в конечном итоге разошёлся в США двухмиллионным тиражом и стал международным хитом.

### Technical EcstasyиNever Say Die!(1976—1979)

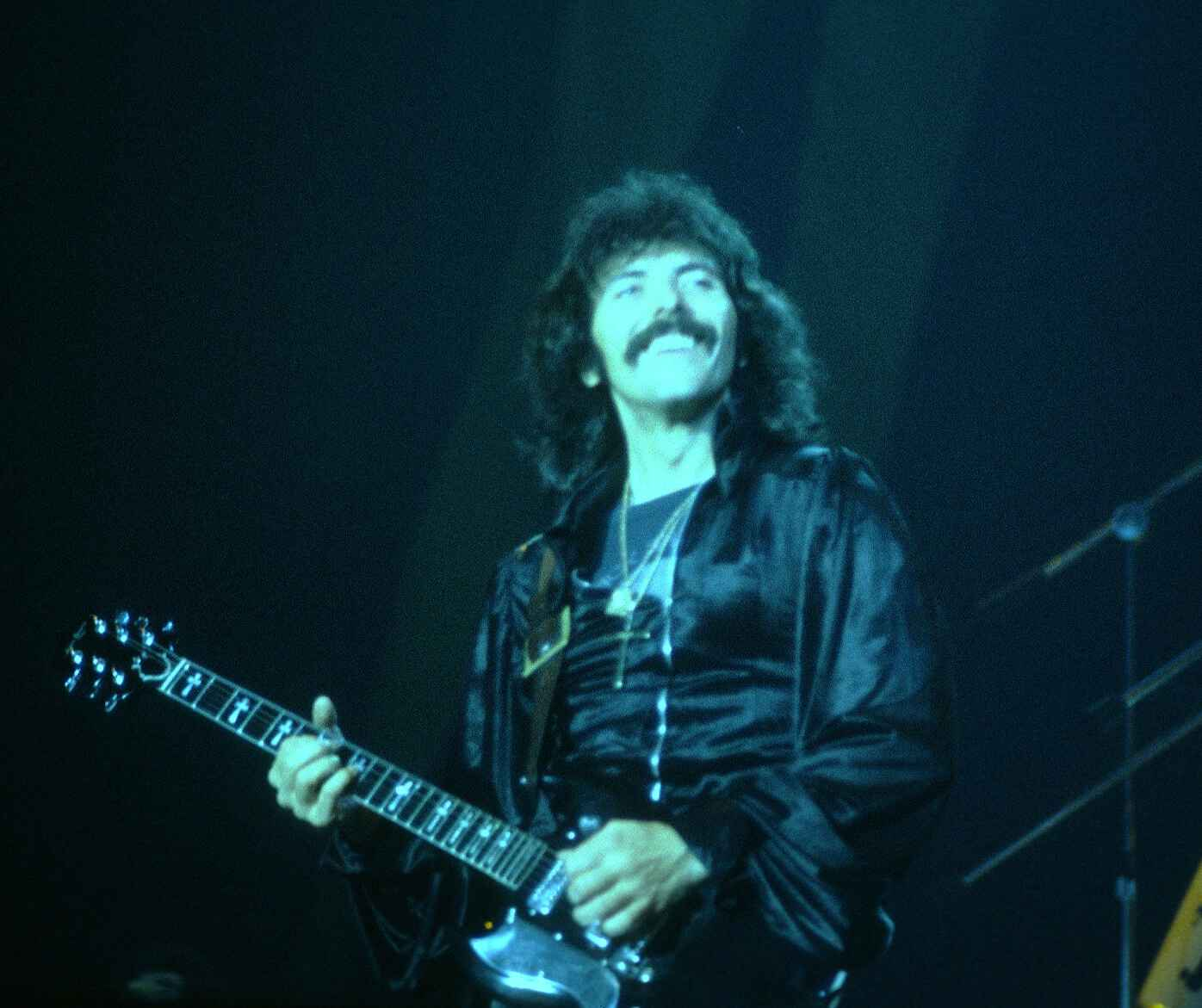
Тони Айомми в 1978 году.

К работе над следующим альбомом Black Sabbath приступили в марте 1976 года в Майами, Флорида, арендовав Criteria Studios и пригласив к участию клавишника Джеральда Вудроффа, который уже принимал участие в работе над Sabotage (хоть и в значительно меньшем объёме). К этому времени в составе наметился конфликт. Тони Айомми предлагал разнообразить аранжировки и стиль группы, в частности, использовать духовые инструменты. Осборн решительно настаивал на том, чтобы группа не изменяла принципам хеви-метал. В Technical Ecstasy (сентябрь 1976 года) Black Sabbath пошли путём, по которому вёл их гитарист: насытили музыку звучанием струнных и синтезаторов. Отмечалось, что Джезз Вудрафф не просто сыграл заметную роль в оформлении нового звука, но и (по собственному утверждению) был соавтором как минимум половины композиций в альбоме; впрочем, по оставшимся неясными причинам из «титров» он был вычеркнут.
В альбоме Technical Ecstasy, вышедшем 25 сентября 1976 года, отмечены прессой были две песни: ставшая популярной на концертах «Dirty Women» и «It’s Alright», где Билл Уорд дебютировал в качестве вокалиста. В целом работа, начисто лишённая doom-элемента и насыщенная синтезаторным звучанием, вызвала неоднозначную реакцию, а в ретроспективе получила даже ещё более низкие оценки, чем те, что дали ей критики того времени. В частности, рецензент AllMusic (оценка 2/5) заметил, что он явился свидетельством «пугающе быстрого распада» ансамбля. Technical Ecstasy в UK Albums Chart поднялся до 13 места, но в США не вошёл даже в Top 50, хоть и стал здесь золотым в 1997 году.
В ноябре 1976 года Black Sabbath начали в США турне в поддержку альбома, пригласив к участию Boston и Теда Ньюджента, завершив его в Европе (с AC/DC) в апреле 1977 года.
В ноябре 1977 года в ходе репетиций незадолго до начала студийной работы над следующим альбомом Оззи Осборн, разочарованный выбранным направлением развития, вышел из состава группы. «Последние альбомы Sabbath оставили во мне гнетущее ощущение. Я работал лишь ради того, чтобы хоть что-то выжать из записывающей компании, чтобы заработать на пиво — ну, и пластинку выпустить»:93-94, — признавался вокалист.
На смену ему был срочно приглашён Дэйв Уокер, певец, известный по участию в Fleetwood Mac и Savoy Brown: с ним группа и начала работать над новым материалом. 8 января 1978 года Black Sabbath единственный раз выступили с Уокером, сыграв «Junior’s Eyes» в телепрограмме BBC «Look! Hear!».
В январе, когда группа вновь приступила к репетициям, Осборн, прежде собиравшийся создать сольный проект (с участниками Dirty Tricks Джоном Фрезером-Бинни, Терри Хорбери и Энди Бирном), вдруг передумал и вернулся в Black Sabbath. «Но он отказался петь то, что мы записали с тем другим парнем, что создало трудности. В студию мы пришли практически не имея песен. Мы писали их по утрам, а записывали по вечерам, что было нелегко, почти конвейер, потому что осмыслить создаваемое не было возможности… Мне было очень трудно выдавать новые идеи и реализовывать их с такой быстротой», — говорил Тони Айомми.
Пять месяцев группа провела в Sounds Interchange Studios в Торонто, работая и записывая материал, который составил впоследствии альбом Never Say Die!. Как вспоминал Айомми, процесс затянулся, во многом, опять-таки, из-за злоупотребления наркотиками: «Мы приезжали на сессию и вынуждены были расходиться, потому что слишком были задолблённые… Ни у кого ничего не получалось, мы были никакие — каждый играл своё. Мы возвращались, пытались проспаться и на следующий день повторить попытку»:93-94.
Never Say Die!, стилистически разнородный альбом насыщенный элементами джаз-, синт-, блюз- и прог-рока, вышел в сентябре 1978 года, поднявшись до #12 в Британии (#69 в США). Синглами из альбома вышли «Never Say Die» и «Hard Road». Оба попали в британский top 40 и позволили группе второй раз выступить в программе Top of the Pops (с «Never Say Die»). «Золотого» статуса пластинке в США пришлось ждать двадцать лет.
В целом Never Say Die имел мало общего с теми идеями, которые сделали Black Sabbath пионерами своего жанра. Музыкальная пресса раскритиковала альбом, и впоследствии критики не обнаружили в нём достоинств: согласно AllMusic, «эти расфокусированные песни идеально отразили в себе внутреннюю напряжённость в группе, терзаемой личными конфликтами и злоупотреблением наркотиками». Гастроли Black Sabbath в поддержку Never Say Die! начались в мае 1978 года. Обозреватели отметили, что группа на сцене выглядела «усталой и лишённой вдохновения» — в неприятном контрасте с «юношеским задором» разогревщиков Van Halen, для которых это всемирное турне было первым. Июньский концерт в Hammersmith Odeon был заснят на плёнку и позже вышел на DVD под заголовком Never Say Die. Заключительный концерт турне, в котором Осборн в последний раз (перед многолетним отсутствием) вышел со своей группой на сцену, состоялся в Альбукерке, Нью-Мексико, 11 декабря.
Завершив тур, Black Sabbath вернулись в Лос-Анджелес, вновь сняли дом в Бель-Эйр и провели год, готовя материал следующей пластинки. Процесс шёл трудно, и напряжение нарастало, подогреваемое требованиями записывающей компании ускорить его. Осборн не в состоянии был предложить новых идей, и Айомми его уволил. «На тот момент Оззи подошёл к концу. Все мы много принимали наркоты, кокаина, всего вообще, но Оззи ещё и пил непрерывно. Считалось, что мы репетируем. Но ничего не происходило. Типа: „Ну что, порепетируем сегодня? Давай лучше завтра“. Так ничего и не вышло: деньги растворились»:95, — вспоминал Айомми. «Алкоголь определённо был бичом Black Sabbath. У нас просто судьбой было предопределено, чтобы мы себя уничтожили», — признавал Уорд, которому в тот момент, как другу Оззи, поручили сообщить вокалисту известие о том, что он из состава уволен:97.

### Heaven and HellиMob Rules(1979—1982)
В 1979 году Шэрон Арден (позже — Шэрон Осборн), дочь Дона Ардена, менеджера Black Sabbath, предложила Ронни Джеймсу Дио, вокалисту Rainbow, заменить Осборна. В июне Дио стал официальным участником группы и та приступила к работе над следующим альбомом. Приход Дио, певца совершенно иного вокального стиля, ознаменовал собой радикальное изменение звучания группы. «Они были совершенно разными, и не только по тембру голоса, но и в самом подходе. Оззи был блестящим шоуменом, но Дио принёс с собой совершенно новое отношение к музыкальному решению, в вокале. Если Оззи пел следуя риффу, как в „Iron Man“, то Дио — вопреки риффу. Его приход привнёс совершенно новый взгляд на сам процесс создания песен»:98, — говорил Айомми. Во многом благодаря Дио и его знаменитая «коза» (изначально призванная нейтрализовать «дурной взгляд», а затем ставшая его привычным приветствием, обращённым к аудитории) приобрела популярность в метал-субкультуре, став жестом, общепринятым среди как музыкантов, так и фанатов.
В сентябре 1979 года Гизер Батлер временно покинул состав: его заменил Джефф Николс (Geoff Nicholls, экс- Quartz). Этот состав вернулся в ноябре в Criteria Studios и начал записывать материал. В январе в группу вернулся Батлер, после чего Николс перешёл за клавишные. Альбом Heaven and Hell, записанный Мартином Бёрчем, вышел 25 апреля 1980 года и был хорошо принят критикой. Десятилетие спустя рецензент AllMusic назвал релиз одним из лучших альбомов Sabbath, нёсшим в себе все признаки возрождения и присутствия новой энергии.. Heaven and Hell поднялся до # 9 в Великобритании (# 28 США), успех в чартах имели и два сингла из него: «Neon Knights» и «Die Young» стали хитами. Группа вышла в большое всемирное турне, дав свой первый концерт с Дио в Германии 17 апреля 1980 года. Весь 1980 года Black Sabbath гастролировали вместе с Blue Oyster Cult в рамках тура Black and Blue. Концерт в Nassau Coliseum (Юниондейл, Нью-Йорк) был снят на плёнку и вышел фильмом в 1981 году под заголовком «Black and Blue». 26 июля 1980 года Black Sabbath выступили перед 75-тысячной аудиторией, заполнившей лос-анджелесский Memorial Coliseum (вместе с Journey, Cheap Trick и Molly Hatchet). Примерно в это время на Vertigo вышел концертный альбом Black Sabbath Live at Last, куда вошли записи, сделанные в течение предыдущих семи лет; он был почти сразу же снят с продажи, но успел попасть в Top-5 (перевыпущенный сингл «Paranoid» вошёл в первую двадцатку).

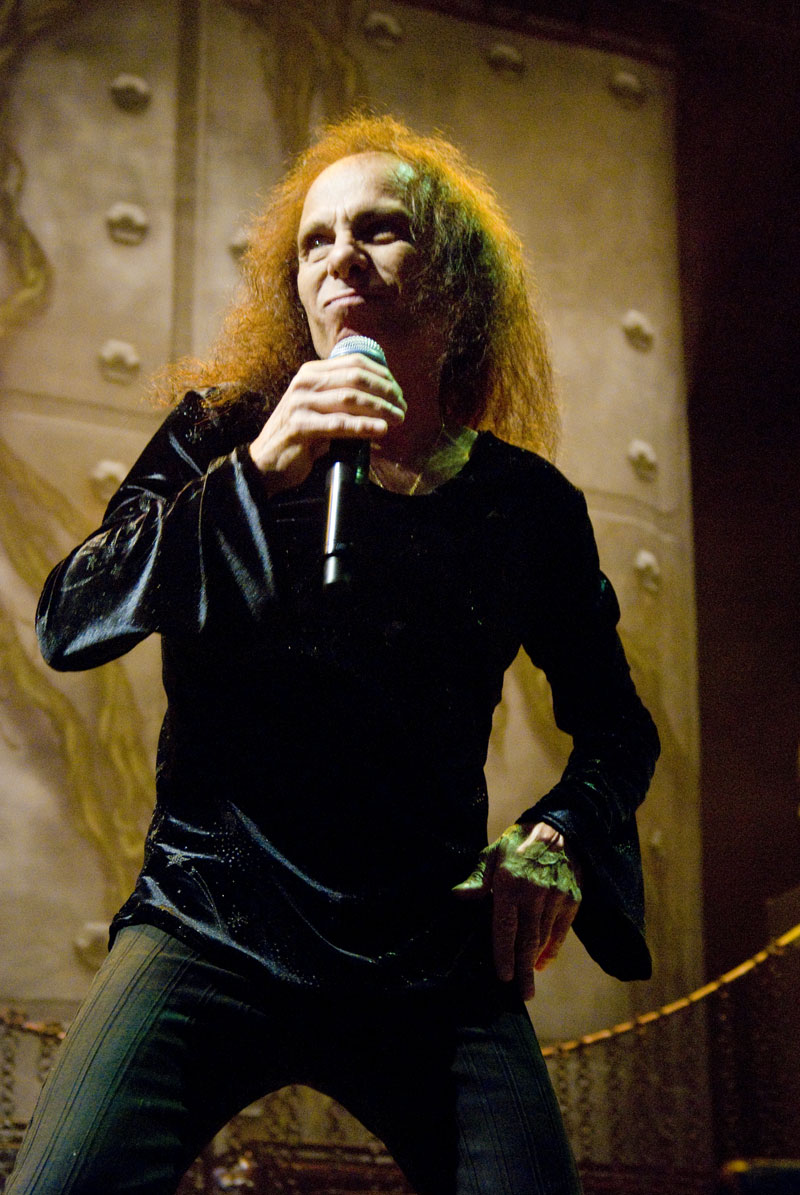
Ронни Джеймс Дио

Между тем, родители Уорда умерли один за другим в течение очень короткого времени, и он тяжело перенёс этот удар. «Я стремительно шёл на дно: пьян был 24 часа в сутки. И когда выходил на сцену, она казалась мне… не столь уж яркой. Словно бы начал умирать изнутри. Концерты казались бледными, Рон стоял там, делая своё дело, а я думал про себя: 'Всё кончено'. Мне нравится Ронни, но в музыкальном отношении он — не по мне»:104, — вспоминал барабанщик. 18 августа 1980 года после концерта в Миннеаполисе, штат Миннесота, Билл Уорд из Black Sabbath был уволен, на смену ему был приглашён Винни Эпис. «Меня просто пинком вышибли со стула, даже не предупредив. Я понимал, что им нужен ударник, чтобы спасти тур, но я играл с группой многие годы, почти с детства… Это было больно»:111, — признавался Уорд.
В феврале 1981 года Black Sabbath завершили тур Heaven and Hell и вернулись в студию для работы над новым альбомом. Записанный с продюсером Мартином Бёрчем, Mob Rules, вышел в ноябре 1981 года, был хорошо принят фанатами, но хуже — критикой. Рецензент Rolling Stone Дж. Д. Консидайн оценил его одной звездой, заметив, что группа здесь звучит «так же тупо и напыщенно, как звучала всегда». По прошествии уже нескольких лет оценки критиков изменились: Э. Ривадавиа, рецензент AllMusic назвал альбом «великолепным» Mob Rules получил золотой статус и поднялся в британский top 20. Заглавный трек, записанный в старом английском доме Джона Леннона, вошёл в звуковую дорожку мультипликационного фильма 1981 года Heavy Metal, но в версии, отличавшейся от альбомной. Успех в Британии имели и два сингла: «Mob Rules» и «Turn up the Night».
Неудовлетворённая качеством альбома Live at Last, группа подготовила ещё один концертный альбом, Live Evil, составленный из записей, сделанных в ходе тура Mob Rules в Далласе, Сан-Антонио и Сиэтле, в 1982 году. В ходе микширования материала у Айомми и Батлера произошёл конфликт с Дио. Получив (как выяснилось, ошибочную) информацию от звукоинженера, эти двое обвинили вокалиста в том, что тот ночью проник в студию и увеличил громкость своей партии вокала. Дио, в свою очередь, не удовлетворило качество его фотографий на обложке. «Ронни хотел расширить свою сферу влияния, Гизера это раздражало, это и положило начало разладу. Во время записи Live Evil всё и развалилось. Студийный звукоинженер просто не знал, кого слушать: мы говорили ему одно, а Ронни — другое. В конечном итоге мы сказали: хватит: с группой покончено»:118, — вспоминал Айомми. К моменту выхода пластинки в январе 1983 года Дио уже покинул Black Sabbath; за ним последовал Эппис.

### Born Again (1983—1985)
Кадровую проблему, возникшую в результате ухода Дио и Эпписа, группа решила, уговорив вернуться в состав Уорда и (к удивлению многих метал-фанов) пригласив Яна Гиллана, бывшего вокалиста Deep Purple. В новом составе группа записала альбом Born Again. Хотя диск и подвергся резкой критике, ему удалось занять четвёртое место в чартах Великобритании и сороковое в США. В мировое турне Black Sabbath вышли с барабанщиком Бивом Бивэном, известным до этого по работе в Electric Light Orchestra. Уорд вернулся в состав весной 1984 года, но тогда же ушёл Гиллан, присоединившись к своей старой группе. «Я и не собирался входить в состав Black Sabbath, — позже говорил он. — Просто мы напились с Гизером и Тони, а на следующий день я узнал о своём согласии. Кроме того, они такие милые парни. Я хорошо повеселился, прекрасно провёл год, так что авантюра оправдала себя».
После ухода Гиллана группа пробовала различных вокалистов, таких как Дэвид Донато, Рон Кил, Джефф Фенхольт но по ряду причин никто из них не подходил. В конце концов Уорд решает покинуть группу, позже он скажет: Во время репетиций с Дэйвом Донато я понял, почему чувствовал себя таким несчастным и почему не мог полностью погрузиться в работу с группой. Всё потому, что там не было Оза… и в этом была безжалостная правда. Приходилось с ней мириться, и в самом начале восемьдесят четвёртого у меня это получилось. Мне хватило честности признать этот факт и объяснить его Тони и Гизеру. Вот так, очень и очень расстроенный, я покинул «Black Sabbath». Тогда я не запил. Я не повторил ошибки, допущенной годом раньше, и оставался трезвым. Поэтому я ушёл гордо и с достоинством. Следом за Уордом группу покидает и Батлер для работы в собственном проекте «The Geezer Butler Band».

### 1985—1995
13 июля 1985 года Black Sabbath дали концерт в рамках благотворительного мероприятия Live Aid с Оззи Осборном (здесь были исполнены три песни: «Children Of The Grave», «Iron Man» и «Paranoid»). Незамедлительно последовала реакция Дона Ардена — он подал на Осборна в суд. По утверждению Айомми Дон хотел прекратить любые возможные действия, так как считал, что он менеджер Айомми, и что он ничего не может делать без его участия. Айомми так описал выступление: «Не знаю, был ли толк от Live Aid. Вы делаете своё дело, кто-то поднимает на этом деньги, а потом что?…Мы приехали, вечером поучаствовали в пьянке, заработали похмелье, сыграли концерт и испарились. Вопрос о том, чтобы собраться вместе так и не встал. Я сел в самолёт, летящий домой, и не видел их много лет».
Оставшись единственным участником группы Айомми решил приступить к созданию сольного альбома, наняв для его записи Гленна Хьюза, Джеффа Николса, басиста Дэйва «The Beast» Спица и ударника Эрика Сингера, сотрудников метал-дивы Литы Форд, с которой Айомми был в те дни обручён.
Вышедший в феврале 1986 года альбом Seventh Star был сольным проектом Тони Айомми, он был автором музыки и текстов, но в последний момент записывающая компания настояла на том, чтобы он вышел под именем Black Sabbath, результатом чего стала надпись на обложке «Black Sabbath featuring Tony Iommi». Альбом, в который были добавлены восточные мотивы, стал ещё меньше напоминать первоначальный стиль группы, а мощный вокал Гленна Хьюза не подходил под материал Black Sabbath. Сам Гленн говорил, что он не был участником этой группы, а состоял в сольном проекте Айомми. Альбом занял двадцать седьмое место в Великобритании.
С альбомом связана ещё одна странная история: Джефф Фенхольт утверждал, что в течение 7 месяцев был вокалистом Black Sabbath, и что ушёл из религиозных соображений. Участники группы говорят, что официально он в ней не состоял, а лишь записал демо для сольного альбома Айомми. Есть, однако, основания предполагать, что в Seventh Star действительно вошёл материал, соавтором которого был Фенхольт, в качестве такового не упомянутый. Позднее Айомми так опишет эту ситуацию:«Затем мы попробовали парня по имени Джефф Фенхольт. Он тоже играл главную роль в бродвейской версии мюзикла «Иисус Христос Суперзвезда». Итак, у нас был Иэн Гиллан, оригинальный Иисус Христос Суперзвезда, а здесь был бродвейский Иисус, который хотел присоединиться к Black Sabbath. Мы попробовали Джеффа, и у него был хороший голос. Я записал с ним пару демо-записей в Лос-Анджелесе. Одна из песен была «Star Of India», которая позже превратилась в «Seventh Star». Другая — «Eye of the Storm», которая в итоге вошла в альбом под названием «Turn To Stone». И у нас был трек, который в итоге превратился в «Danger Zone». Конечно, эти демо-записи разошлись и попали на бутлег. Опять же, они назвали его «Eighth Star» или что-то в этом роде. Джефф показался мне довольно приятным парнем. Возможно, с ним это сработало бы, хотя я не был на 100% уверен, что он сможет исполнить наши старые вещи. Но потом пришёл Джефф Гликсман, чтобы продюсировать альбом, и он не считал, что у Фенхольта что-то получается в плане записи». Пластинка (в записи которой официально приняли участие Хьюз, Спитц, Николс и Зингер), имела коммерческий успех, но состав продолжал меняться. Незадолго до начала тура «Seventh Star» в 1986 году Гленн Хьюз ввязался в драку, серьёзно повредил горло и вышел из тура, уступив место у микрофона малоизвестному американскому певцу по имени Рэй Гиллен. Последний покинул Black Sabbath во время записи альбома The Eternal Idol (это было связано с тем, что группа вдруг оказалась в центре финансовых неурядиц) и позже с гитаристом Осборна Джейком Э. Ли образовал Badlands, где также участвовал Эрик Зингер. На смену ему пришёл уроженец Бирмингема Тони «Кот» Мартин (экс-The Alliance), перезаписавший все плёнки с гилленовским вокалом. По окончании работы над альбомом в составе группы остались Айомми, Мартин и Николлз. К участию в туре The Eternal Idol были привлечены басист Джо Берт (Jo Burt) и ударник Терри Чаймс (экс-The Clash).
В 1988 году в состав вошёл Кози Пауэлл (прославившийся как с собственной группой, так и участием в Rainbow, Whitesnake, Emerson, Lake & Powell). С басистом-сессионником Лоуренсом Коттлом группа записала Headless Cross: альбом (самый «оккультный» за всю их историю) был тепло встречен критикой. Вскоре после выхода пластинки Коттла заменил ветеран Нил Маррей, (некогда, как и Пауэлл, игравший в Whitesnake). В рамках тура в поддержку альбома группа приезжала в СССР в ноябре 1989 года. Альбом Tyr (1990) многие считают лучшим из всех, что были записаны с Мартином.
28 августа 1990 года Ронни Джеймс Дио пригласил на концерт Dio в Миннеаполисе Гизера Батлера: с ним группа (на бис) исполнила «Neon Knights». Последовало воссоединение (Дио, Батлер, Айомми, Пауэлл, Николс), но вскоре Пауэлл уступил место Винни Эппису (в числе возможных причин упоминались две: падение барабанщика с лошади и его ссора с Дио). Новый состав записал Dehumanizer (1992); версия альбомного трека «Time Machine» вошла в фильм «Мир Уэйна». Альбом впервые за девять лет вернул группу в американский Top 50; британским хитом стал сингл TV Crimes.
14 и 15 ноября 1992 года были последние дни турне Dehumanizer. В это же время Оззи Осборн объявил о намерении навсегда отказаться от концертной деятельности и попросил Black Sabbath открыть два его концерта в Коста-Месе. Дио ответил отказом, считая, что Black Sabbath не могут быть разогревающей группой, тем более для Оззи, который неуважительно отзывался о группе в своих интервью. Однако Айомми, Батлер и Эппис приняли приглашение, в последний момент пригласив к микрофону Роба Хэлфорда из Judas Priest.
После того, как к составу присоединился Билл Уорд (на сцене вместе они выступили 15 ноября 1992 года, исполнив 4 песни), начались приготовления к совместной студийной работе и туру. Но теперь отказался от участия Оззи. Последовала новая рокировка в составе: Эпписа заменил Бобби Рондинелли, и с Мартином и Николсом Black Sabbath записали Cross Purposes (1994). Был популярен не столько альбом, сколько турне в его поддержку, на разогреве выступали Motörhead и набиравшая популярность в те годы дэт-метал команда Morbid Angel. Перед последними концертами тура Рондинелли был уволен по причине желания вернуться в группу Билла Уорда, с которым были отыграны несколько концертов на крупных фестивалях в Южной Америке. В турне исполнялись вещи со всех периодов группы, кроме «Seventh Star» и «Born Again», за исключением последних концертов с Уордом, в которых был сделан упор на ранний материал, несколько вещей эпохи Дио и песня «Headless Cross» с одноимённого альбома.
Вскоре группу вновь покинул Уорд, а за ним и Гизер Батлер. Батлер присоединился к Оззи Осборну для записи с ним альбома Ozzmosis. После записи альбома он организовал собственную группу G/Z/R и выпустил диск Plastic Planet.
На замену Батлеру и Уорду были приглашены Кози Пауэлл и Нил Мюррей: таким образом воссоединился состав времён альбома Tyr. Альбом Forbidden, записанный продюсером Эрни Си из Body Count.

### Reunion(1996—2006)

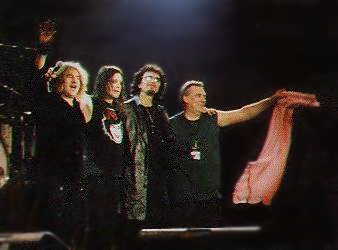
Black Sabbath на сцене в Штутгарте 16 декабря 1999 года, Слева направо: Батлер, Осборн, Айомми, Уорд

В 1997 году Батлер записал свой второй альбом Black Science, а затем вместе с Оззи и Айомми официально объявил о воссоединении в рамках Black Sabbath для участия в фестивале Ozzfest 1997 года. Место Уорда, который не смог участвовать из за обязательств по своему сольному проекту, занял барабанщик Оззи Майк Бордин. Освободившись от обязательств, Уорд вернулся к коллегам и в декабре 1997 года Black Sabbath выступили в своём первоначальном составе. В рамках Ozzfest музыканты дали два концерта на своей родине в Бирмингеме. Эти концерты были записаны и использованы в дальнейшем для выпуска двойного концертного альбома Reunion 20 октября 1998 года. Альбом достиг 11 места в Billboard 200 и стал платиновым в США. За трек «Iron Man» в 2000 году, спустя 30 лет после создания, Black Sabbath получили свою первую «Грэмми» в номинации Best Metal Performance. В альбом были так же включены две новые студийные композиции «Psycho Man» и «Selling My Soul»; обе вошли в Top 20 списков Billboard Mainstream Rock Tracks.
Незадолго до европейского турне 1998 года Уорд перенёс сердечный приступ и его место занял Винни Апписи. После выздоровления Уорд вернулся в группу — как раз к открытию фестиваля Ozzfest в январе 1999 года. Летом 1999 года группа отправилась на отдых и музыканты решили посвятить это время своим сольным проектам. Айомми выпустил свой первый сольный альбом Iommi, в записи которого приняли участие Осборн и Уорд. Оззи продолжил работу над своим альбомом Down to Earth. Группа вновь собралась в студии весной 2001 года для записи нового альбома, продюсером которого выступил Рик Рубин. Работа была прервана после того, как Осборн срочно уехал для окончания записи своего сольного альбома, летом 2001 года.
В 2004 году Black Sabbath вернулись к активной деятельности: Николса заменил в составе клавишник Адам Уэйкман, сын Рика Уэйкмана, прежде уже сотрудничавший — как с Black Sabbath, так и с Осборном. В 2004 и 2005 годах группа выступила хедлайнером на Ozzfest’е. В ноябре 2005 года Black Sabbath были торжественно введены в Британский Music Hall Of Fame и выступили на церемонии награждения. 13 марта 2006 года аналогичное мероприятие было проведено в американском Зале славы рок-н-ролла, с той разницей, что группа не выступила сама: вместо этого Metallica исполнила «Hole In The Sky» и «Iron Man».

### 2006—2010
В апреле 2007 года группа выпускает альбом Black Sabbath: The Dio Years, содержащий треки, записанные совместно с Дио. Вскоре после этого Дио, Айомми, Батлер и Эппис приступили к концертной деятельности под новым названием Heaven and Hell. Билл Уорд отказался от сотрудничества с Heaven And Hell, но пообещал, что присоединится к оригинальному составу Black Sabbath, если таковой соберётся вновь. На гастролях исполнялись композиции, записанные группой во времена Дио с альбомов Heaven And Hell, Mob Rules и Dehumanizer, а также с нового альбома The Devil You Know, выпущенного Heaven and Hell в 2009 году.
Оззи Осборн болезненно отреагировал на воссоединение группы без него. Поначалу он почти не комментировал деятельность Heaven and Hell, сказав, что «этот проект не имеет отношения к Black Sabbath, есть только один Black Sabbath».
В мае 2009 года Айомми оформил право на использование названия «Black Sabbath» в Ведомстве по патентам и торговым маркам США. Оззи Осборн заявил, что не согласен с такой постановкой вопроса, и предложил переоформить документы таким образом, что 50 % принадлежит ему. Айомми отказался, и после этого Осборн начал судебный процесс против Айомми.
В конце 2009 года у Дио был диагностирован рак желудка. Певец до последнего надеялся победить недуг и вернуться к концертной деятельности. Запланированное на лето 2010 года турне по Великобритании было отменено буквально за несколько дней до смерти фронтмена. 16 мая 2010 года в 18:45 по московскому времени Дио скончался.
20 июля 2010 Айомми и Осборн заявили о внесудебном решении спора, связанного с регистрацией торговой марки Black Sabbath. В выпущенном заявлении говорится: «Оба участника спора рады оставить разногласия в прошлом и надеются на сотрудничество в будущем. Мы хотим подчеркнуть, что разногласия не носили личного характера и были продиктованы исключительно деловыми соображениями».
В интервью, данном перед этим изданию Sunday Mercury, Айомми не исключил возможность совместной работы с Оззи. Он отметил, что хотя их отношения и непросты, но они никогда не прерывали связи между собой. В свою очередь Оззи на вопрос The Pulse of Radio о шансах на возрождение первоначального состава Black Sabbath ответил «Ну, я никогда не говорил никогда».
24 июля 2010 прошёл High Voltage Festival 2010, где музыканты почтили память Дио, выступив в составе:
- Тони Айомми — гитара
- Гизер Батлер — бас
- Винни Апписи — ударные
- Гленн Хьюз — вокал
- Йорн Ланде — вокал

После смерти Дио в музыкальной среде активно дискутировалась тема о дальнейшей судьбе группы. Музыканты неоднократно упоминали, что вполне возможно воссоединение в классическом составе. Некоторое время казалось, что жирный крест на этом поставил Батлер, неожиданно и без объяснения причин заявив 12 февраля 2011 года: «Хочу развеять все слухи. Воссоединения оригинальной четвёрки участников Black Sabbath не будет, ни для записи альбома, ни для тура».
15 августа 2011 года интернет-издания Music Radar и Metal Talk опубликовали сообщения о том, что группа воссоединилась в оригинальном составе (Айомми, Осборн, Батлер, Уорд) и ведёт репетиции в ходе подготовки к новому концертному туру. В интервью газете Birmingham Mail Айомми заявил, что в июне 2011 года он и Осборн записали материал к новому альбому, выпуск которого намечен на 2012 год. «Мы с нетерпением ждём этого, и материал, который написан, действительно хорош. Это возвращение к истокам», — заявил Тони, если верить корреспонденту. Он также отметил, что всё делалось в строжайшей тайне, что очень сердило Осборна. Айомми сказал, что его единственная забота на текущий момент — здоровье Уорда, который недавно перенёс сердечный приступ. «Я не уверен на 100 процентов. Он перенёс операцию несколько месяцев назад, так что мы будем смотреть, как он».
16 августа на официальном сайте Айомми последовало опровержение напечатанной в Birmingham Mail статьи. Заметку в газете музыкант охарактеризовал как «абсолютный нонсенс». По словам гитариста, он просто вслух размышлял о подобной возможности. По словам Айомми, журналист использовал «разговор, который состоялся ещё в июне, и сделал вид, как будто мы с ним вчера разговаривали о воссоединении Black Sabbath». «В то время я был на выставке Home of Metal и просто болтал всякую ерунду, рассуждал вслух о том, о чём нас всех постоянно расспрашивают: „Вы воссоединяетесь?“», — заявил Айомми, извинившись перед другими музыкантами группы.

### Воссоединение. Часть номер три

Афиша выступления Black Sabbath на Warmup Gig в Бирмингеме

11 ноября 2011 (11/11/11) в 11:11 в легендарном клубе Whisky a Go Go Осборн, Айомми, Батлер и Уорд объявили о воссоединении группы. Открытие мирового концертного тура было намечено концертами в Москве (18 мая 2012) и Санкт-Петербурге (20 мая). В планах музыкантов значилось посещение тех стран, в которых они никогда не выступали классическим составом. Помимо этого, музыканты были объявлены хедлайнерами ведущих рок-фестивалей, таких как Download Festival (Великобритания), Azkena Rock Festival (Испания), Hellfest (Франция), Graspop Metal Meeting (Бельгия) и Gods of Metal (Италия).
Спустя 2 месяца после этого у Тони Айомми была обнаружена опухоль лимфатической ткани (лимфома) на ранней стадии развития, в связи с чем в феврале 2012 г. группа заменила объявленные концерты грядущего тура. Вместо Black Sabbath выступала группа под названием Ozzy & Friends, состоящая из Осборна, Батлера, гитариста Black Label Society Зака Уайлда и бывшего гитариста Guns N' Roses и Velvet Revolver Слэша. Вслед за этим, однако, музыканты решили выступить на трёх фестивалях: 19 мая A Warmup Gig в Бирмингеме, 10 июня на Download Festival и 3 августа на Lollapalooza. Практически сразу после объявления о болезни Айомми выяснилось, что между Уордом и остальными членами группы возникли некоторые разногласия. Незадолго до первого выступления стало известно, что они не были преодолены, и 15-го мая Билл Уорд объявил, что не будет участвовать в предстоящих шоу. На выступлении 19 мая в Бирмингеме вместо Уорда на барабанах играл Томми Клафетос.
Критики очень высоко отозвались о прошедшем выступлении. Metal Hammer писал «Им удалось сделать звук тяжелее, чем мы считали возможным». Kerrang! написал: «Сегодня хеви-метал вернулся домой». Rolling Stone написала «Вчера Black Sabbath были группой, ответившей на все вопросы». Особенно много восторженных оваций досталось Айомми. Осборн во время исполнения Iron Man впервые за всё время изменил вступление у песни и вместо традиционного текста «I’m Iron Man», показав на Айомми прокричал, «HE. IS. IRON. MAN!» (рус. Он — железный человек), что вызвало настоящий бум в зале. Kerrang написал: «Сет-лист не имеет значения. Внутренние разногласия не имеют значения. Важно то, что сегодня вечером, в субботу, здесь, на этой сцене — Тони Айомми. И в течение двух часов наиболее значимая хеви-метал-группа доказала, что и спустя 42 года после того, как мир услышал печально известный тритон в первый раз, они всё равно остались лучшими. Download, вас ждёт нечто магическое».
Между тем разногласия между Уордом и остальными музыкантами продолжали нарастать, и по требованию Уорда, переданному группе через адвоката, с официального сайта были убраны все его фотографии, «чтобы не вводить поклонников в заблуждение».
7 июня на торжественной церемонии в Лондоне музыкантам была вручена награда «за вдохновение» (Inspiration Award), присуждаемая журналом Kerrang!. Как отметила BBC News, во время вручения награды участники Black Sabbath удостоились стоячей овации публики.
Последовавшее вслед за этим выступление на Download Festival прошло с не меньшим успехом: «Саббат показал монстрам метала, как это делать!» — Guardian. «Саббат посеяли семена того, чем все мы дорожим. И они по-прежнему лучше, чем все, что были после них» — Kerrang!. «Black Sabbath вернулись во славе! Потрясающе мощно и сильно» — The Times.
В июне 2013 вышел новый студийный альбом группы, получивший название 13. Из классического состава группы в записи диска приняли участие Осборн, Айомми и Батлер. В качестве сессионного музыканта для записи ударных был приглашён Брэд Уилк (Rage Against The Machine). Диск стал первым альбомом группы, возглавившим американские чарты и первым диском Black Sabbath на вершине британского хит-парада с 1970 года. После выхода альбома группа провела масштабное турне в его поддержку. В ноябре 2013 года была выпущена видеозапись концертного выступления группы под названием «Live... Gathered in Their Masses». В 2014 году группа выступила в России (1 июня в спорткомплексе Олимпийский (Москва), 3-го июня в Ледовом дворце (Санкт-Петербург)). Также в июне 2014 года группа приняла участие в фестивале Nova Rock Festival.
Альбом 13 получил премию Classic Rock Awards — Roll of Honour в номинации «Альбом года» (Album Of The Year). Помимо этого, группа получила премии в номинациях «Событие года» (Event Of The Year) и «Живая легенда» (Living Legends). Альбом и песня из него «God Is Dead» были номинированы на получение премии «Грэмми» в номинациях:
- Лучшее исполнение (Best Metal Performance)
- Лучшая рок-песня (Best Rock Song)
- Лучший рок-альбом (Best Rock Album)

По итогам присуждения, песня «God Is Dead» стала победителем в категории «Лучшее исполнение» (Best Metal Performance)
В сентябре 2014 года Осборн выступил с заявлением, в котором заявил о записи нового альбома. По словам Оззи, работа над новым альбомом начнётся в 2015 году с продюсером Риком Рубином. Также он отметил, что новый альбом будет завершающим в карьере группы и после его выхода Black Sabbath отправятся в прощальное турне.

### 2015—2017

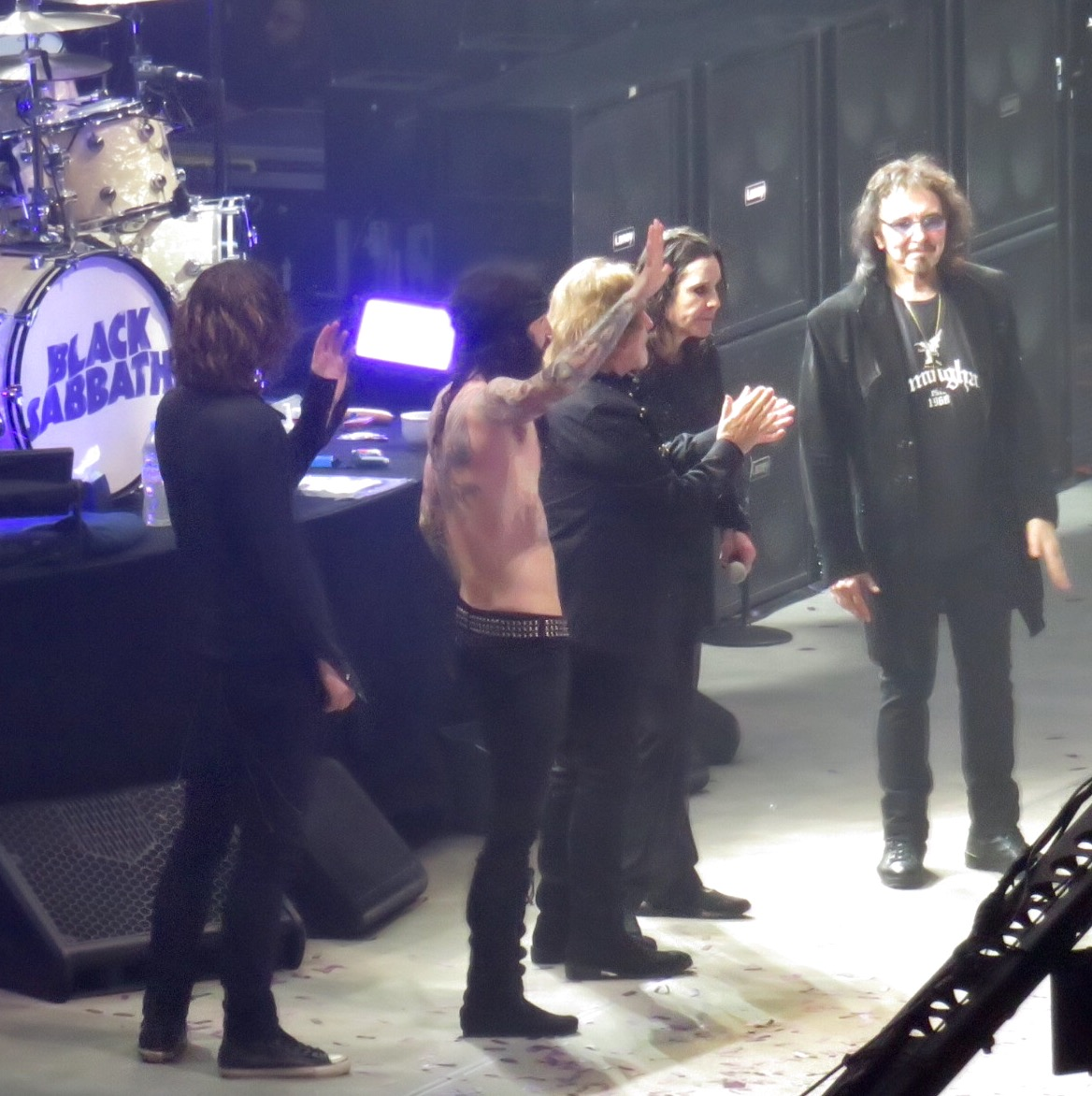
Группа после последнего концерта, Февраль 2017

3 сентября 2015 года группа объявила о старте прощального тура под названием THE END. В опубликованном группой пресс-релизе говорится следующее: «Это начало конца. Эта история началась почти пять десятилетий назад с ударов грома, c далёкого колокольного звона, и чудовищного риффа, который потряс землю. Это был самый тяжёлый звук в роке, который когда-либо слышали. В этот момент родился хэви-метал, созданный подростками из молодой бирмингемской группы. Теперь она заканчивается. Прощальный тур метал-группы всех времён, BLACK SABBATH. Оззи Осборн, Тони Айомми и Гизер Батлер закрывают последнюю главу в невероятной истории Black Sabbath».
Старт тура начался 20 января 2016 года в США. Оззи отметил, что группа решила не записывать ещё один альбом после того, как альбом 13 достиг первых мест в чартах и получил премию «Грэмми».
Группа выступала как хэдлайнер фестиваля Download Festival 2016 проходившего 11 июня 2016 года. К старту прощального тура группа выпустила сборник The End, содержащий четыре студийных записи ранее не выпускавшихся песен, записанных во время работы над альбомом 13, три концертных записи песен с этого же альбома и одна с альбома 1972 года Vol.4 («Under The Sun»), записанные во время выступлений в 2013—2014 годах. Диск был выпущен ограниченным тиражом и продавался только на концертах группы. 12 июля 2016 года, выступлением в Москве, в спорткомплексе «Олимпийский» группа завершила европейские выступления прощального тура.
В ноябре 2016 года Айомми сказал, что после финального тура он, возможно, со своими коллегами будет работать в студии.
2 и 4 февраля 2017 года в Бирмингеме состоялись последние концерты коллектива в рамках прощального тура. После этого Айомми сказал, что одно выступление по сути ещё возможно, но не знает, когда оно произойдёт.
7 марта 2017 года Black Sabbath в соцсетях официально объявили о том, что распались.
В апреле 2017 года Гизер Батлер в своём интервью сказал, что следующий альбом мог бы быть блюзовым, прокомментировав: «Преемник „13“ мог стать блюзовым альбомом, но на носу был тур».

### После «The End»
В июне 2018 года в интервью ITV News Осборн заявил, что хотел бы воссоединиться с Black Sabbath в 2022 году для выступления на Играх Содружества. Айомми добавил: «Я думаю, что было бы здорово это сделать, чтобы помочь представить Бирмингем. Я за это. Посмотрим, что будет».
В декабре 2018 года стало известно, что музыкальная академия США вручающая премии Грэмми наградит Black Sabbath самой престижной наградой — премии за жизненные достижения (Lifetime Achievement Award). Отмечая вклад группы в историю музыки представитель академии[кто?] сказала: «От своих мощных риффов до мрачных готических образов Black Sabbath изобрела указатели для хеви-метала и повлияла на каждую последующую тяжёлую рок-группу».
26 июня 2019 года прошла церемония официального присвоения имени группы мосту в центре Бирмингема, родины группы и места проведения последнего концерта. На церемонии присутствовали Айомми и Батлер.
На середине моста установлена скамья из нержавеющей стали, на которой написано «Geezer. Ozzy. Tony. Bill. Made in Birmingham 1968». Издание Metal Injection написало: «Итак, в конце концов, Билл Уорд наконец вернулся в группу».
В интервью ITV News в июне 2018 года Осборн выразил заинтересованность в воссоединении с Black Sabbath для выступления на Играх Содружества 2022 года, которые пройдут в их родном городе Бирмингеме. Айомми сказал, что выступление на этом мероприятии в качестве Black Sabbath было бы «отличной вещью, чтобы помочь представить Бирмингем. Я за. Посмотрим, что из этого выйдет». Он также не исключил возможности того, что группа воссоединится только для разового выступления, а не для полноформатного тура. Позже было объявлено, что Айомми примет участие в церемонии открытия Игр Содружества 2022 года вместе с Duran Duran. 8 августа 2022 года Осборн и Айомми неожиданно воссоединились, чтобы завершить церемонию закрытия Игр Содружества 2022 года на стадионе «Александр» в Бирмингеме. К ним присоединились музыканты Black Sabbath 2017 года Томми Клафетос и Адам Уэйкман для исполнения попурри из песен «Iron Man» и «Paranoid».
В сентябре 2020 года Осборн заявил в интервью, что он больше не заинтересован в воссоединении: «Не для меня. С этим покончено. Единственное, о чём я жалею, так это о том, что не сделал последнее прощальное шоу в Бирмингеме с Биллом Уордом. Мне было очень стыдно за это. Это было бы так здорово. Я не знаю, какие обстоятельства стояли за этим, но это было бы здорово. Я несколько раз разговаривал с Тони, но у меня нет ни малейшего желания давать ещё один концерт. Может быть, Тони уже скучно». Батлер также исключил возможность будущих выступлений Black Sabbath в интервью Eonmusic 10 ноября 2020 года, заявив, что с группой покончено: «Больше Sabbath точно не будет. С этим покончено». Однако Айомми в интервью The Mercury News обдумал возможность ещё одного тура воссоединения, заявив, что «хотел бы снова сыграть с ребятами» и что он скучает по публике и сцене. Билл Уорд в интервью Эдди Транку заявил, что у него больше нет возможности или навыков выступать с Black Sabbath на концертах, но выразил желание записать ещё один альбом с Осборном, Батлером и Айомми.
Несмотря на то, что Осборн исключил возможность воссоединения Black Sabbath, в одном из эпизодов программы Ozzy Speaks на Ozzy’s Boneyard он рассказал, что работает с Айомми, который был одним из гостей его тринадцатого сольного альбома Patient Number 9. В интервью газете Metro в октябре 2021 года Уорд рассказал, что поддерживает «контакт» со своими бывшими участниками группы и заявил, что он «очень открыт» к возможности записи ещё одного альбома Black Sabbath: «Я не говорил об этом с ребятами, но я говорил с несколькими людьми из менеджмента о возможности записи».
30 сентября 2020 года Black Sabbath объявили о выпуске новой коллекции обуви Dr. Martens. Сотрудничество с британской обувной компанией было приурочено к 50-летию альбомов группы Black Sabbath и Paranoid. 13 января 2021 года группа объявила, что 5 марта 2021 года они переиздадут альбомы Heaven & Hell и Mob Rules в виде расширенных делюксовых изданий, в которые войдут неизданные материалы.
В сентябре 2022 года Осборн вновь заявил, что не желает продолжать деятельность Black Sabbath, заявив, что если будет выпущен ещё один альбом Black Sabbath, он не будет на нем петь. Однако он готов работать с Айомми над сольными проектами после участия последнего в работе над Patient Number 9. Сам Айомми в 2017 году не исключал запись нового материала или одноразовых выступлений под именем «Black Sabbath».

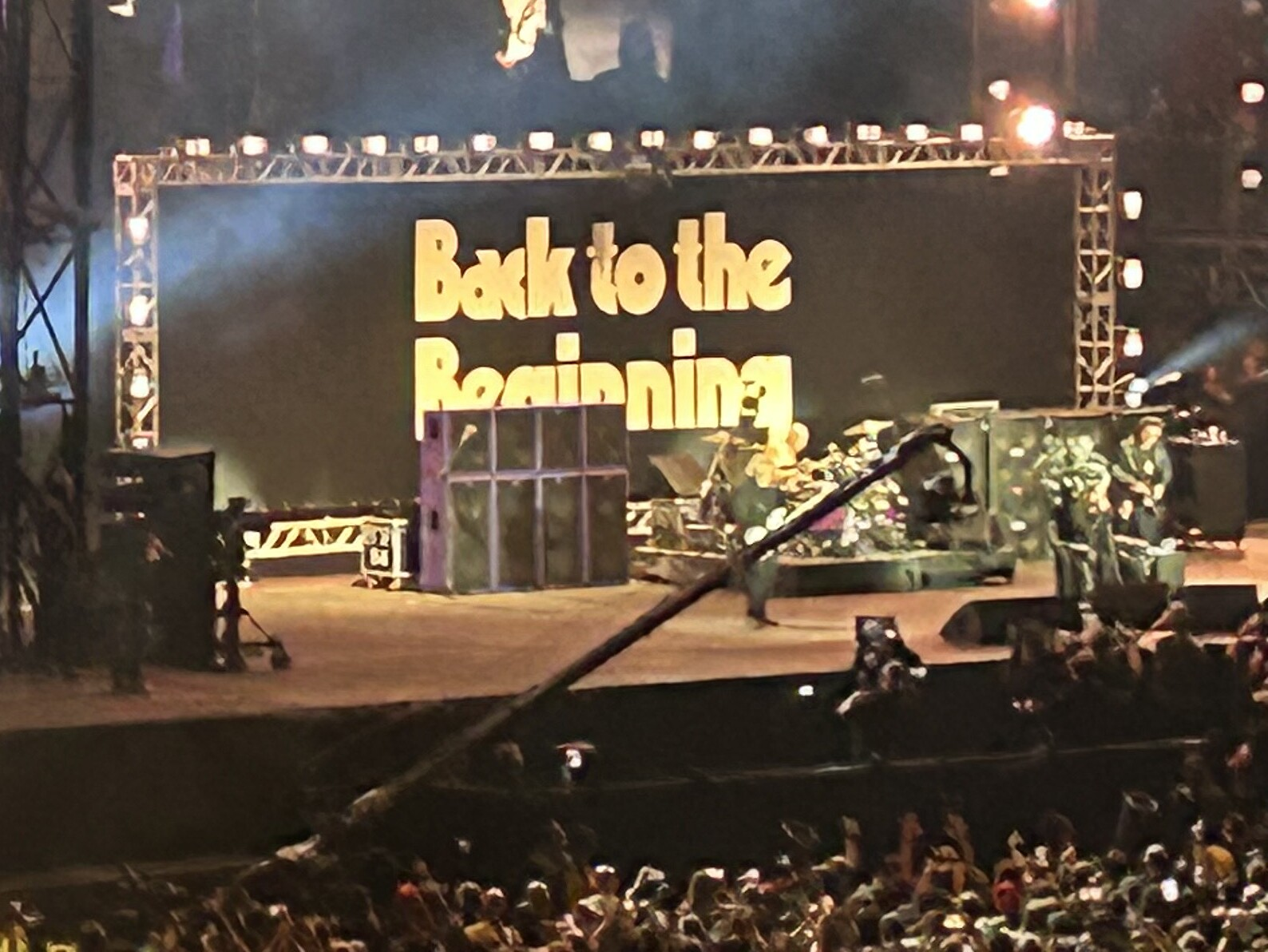
Black Sabbath во время финального выступления в рамках Back to the Beginning 5 июля 2025

В феврале 2025 года Осборн объявил, что оригинальный состав Black Sabbath воссоединится для последнего благотворительного концерта в Вилла Парк, Бирмингем 5 июля, который, скорее всего, станет последним концертом как для группы, так и для Осборна; это также будет первый концерт Уорда с Black Sabbath за 20 лет. Доходы от концерта пойдут на поддержку организации Cure Parkinsons, Детской больницы Бирмингема и Acorns Children's Hospice. Том Морелло был объявлен музыкальным руководителем шоу. Осборн сказал: «Я не собираюсь выходить на сцену и изображать нерешительного Оззи, ища сочувствия. Какой в этом, чёрт возьми, смысл? Я не собираюсь выходить на сцену в грёбаной инвалидной коляске». На разогреве будут выступать Metallica, Slayer, Pantera, Gojira, Alice in Chains, Halestorm, Lamb of God, Anthrax и Mastodon, и оно будет включать «дополнительные выступления» Морелло, Билли Коргана, Слэша, Дэвида Дреймана, Сэмми Хагара, Фреда Дёрста, К. К. Даунинга и трех бывших участников сольной группы Осборна (Руди Сарзо, Джейка И Ли и Майка Бордина).
Фестиваль «Back To The Beginning» длился более 10 часов. Билеты на шоу были распроданы онлайн за 25 минут, более 250 тысяч человек приобрели за £25 возможность посмотреть онлайн-трансляцию концерта, которая шла с задержкой в два часа. Оззи Осборн исполнял собственные песни и хиты Black Sabbath, сидя на импровизированном троне, а в завершении выступления артисту подарили большой торт, в небо полетели фейерверки. Несмотря на то, что концерт был заявлен как финальный, Айомми, Батлер и Уорд не исключили записи новой музыки под названием Black Sabbath. 100-минутный концертный фильм под названием Back to the Beginning: Ozzy's Final Bow выйдет в кинотеатрах в начале 2026 года, а позднее в том же году будет выпущен на DVD и Blu-ray. Осборн умер 22 июля, через семнадцать дней после этого последнего выступления.  Восемь дней спустя, 30 июля, его похоронная процессия прошла по Брод-стрит, остановившись у моста Black Sabbath, чтобы Шэрон Осборн и ее семья могли почтить его память и прочитать послания, оставленные сторонниками.

## Музыкальный стиль
Black Sabbath, выбрав в качестве стилистической платформы утяжелённый блюз-рок конца 1960-х годов (Cream, Blue Cheer, Vanilla Fudge), задали новое направление развитию стиля: снизили темп, сгустили звучание бас-гитары и построили композиции на пересечении тяжёлых риффов. В общем их музыку можно отнести к таким стилям как психоделический рок, блюз-рок, хард-рок, хеви-метал, прогрессивный рок, прото-прогрессивный метал, и эйсид-рок. Творчество группы оказало ключевое влияние на формирование таких музыкальных стилей, как стоунер-рок, дум-метал и сладж-метал.
На сайте Зала славы рок-н-ролла отмечено: «Удивительно, но Black Sabbath выпустили четыре определяющих музыкальные жанры альбома за двухлетний период, при этом, гастролируя в непрерывном ритме».
В текстах группа отказалась от любовной лирики и характерных фразеологических штампов блюз-рока, создав новый для своего времени поэтический мир, в котором преобладали самые мрачные образы и мотивы.

## Издания в СССР
Фирма «Мелодия» в 1990 году выпустила пластинку-сборник (LP) ранних работ группы под названием Black Sabbath. В сборник вошли три композиции из альбома «Black Sabbath» («Black Sabbath», «N.I.B.», «Behind The Wall Of Sleep»), а также пять композиций из альбома «Paranoid» («Planet Caravan», «Paranoid», «Electric Funeral», «Fairies Wear Boots» и «Iron Man»).
Позднее, в 1990-х годах, пластинки Black Sabbath, в том числе и пиратские, выпускались такими компаниями как АнТроп и SNC Records.

## Состав
| - Тони Айомми — гитара, клавишные (1968—2017, 2011—2017, 2025) - Оззи Осборн — вокал, губная гармошка, бубен (1968—1977, 1978—1979, 1985, 1992, 1997—2006, 2011—2017, 2025; умер в 2025), синтезатор (1973) - Гизер Батлер — бас-гитара (1968—1979, 1980—1985, 1990—1994, 1997—2017, 2025) - Билл Уорд — ударные (1968—1980, 1982—1983, 1985, 1994, 1997—2006, 2011—2012, 2025) - Дэйв Уокер — вокал (1977—1978) - Ронни Джеймс Дио — вокал (1979—1982, 1991—1992, 2006–2010; до смерти), бас-гитара (1979) - Джефф Николс — клавишные, гитара, бас-гитара (1979—2004, 2006; умер в 2017) - Винни Апписи — ударные (1980—1982, 1991—1993, 1998, 2006—2010) - Крейг Грубер — бас-гитара (1979; умер в 2015) - Иэн Гиллан — вокал (1983—1984) - Бив Бивэн — ударные (1983—1984, 1987) - Рон Кил — вокал (1984) - Дэвид Донато — вокал (1984—1985; умер в 2021) - Джефф Фенхольт — вокал (1985; умер в 2019) - Эрик Сингер — ударные (1985—1987) - Гордон Копли — бас-гитара (1985) - Дэйв Спитц — бас-гитара (1985—1986, 1987) - Гленн Хьюз — вокал (1985—1986) - Рэй Гиллен — вокал (1986—1987; умер в 1993) - Боб Дэйсли — бас-гитара (1986) - Тони Мартин — вокал (1987—1991, 1993—1997) - Кози Пауэлл — ударные (1988—1991, 1994—1995; умер в 1998) - Нил Мюррэй — бас-гитара (1989—1991, 1994—1995) - Бобби Рондинелли — ударные (1993—1994, 1995) | - Рик Уэйкман — клавишные (1973) - Джеральд Вудрофф — клавишные (1975, 1976) - Дон Эйри — клавишные (1978) - Джон Эльстар — губная гармоника (1978) - Боб Дейсли — бас-гитара (1986) - Джо Бёрт — бас-гитара (1987) - Терри Чаймс — ударные (1987—1988) - Брайан Мэй — гитара (1988) - Лоуренс Коттл — бас-гитара (1988) - Ice-T — вокал (1994/1995) - Брэд Уилк — ударные (2013) - Адам Уэйкман — клавишные (2004—2006, 2012—2017) - Скотт Уоррен — клавишные (2006—2010) - Майк Экстетер — клавишные (2008, 2012) - Томми Клафетос — ударные (2012, 2013—2017) - Роб Хэлфорд — вокал (1992, 2004) - Шеннон Ларкин — ударные (1997) - Майк Бордин — ударные (1997, 2004) - Винни Апписи — ударные (1998) |

## Дискография
В связи с урегулированием судебного спора о собственности прав на торговую марку Black Sabbath официальная дискография группы включает в себя только альбомы, записанные с Оззи Осборном.
| Альбомы, включённые в официальную дискографию - 1970 — Black Sabbath - 1970 — Paranoid - 1971 — Master of Reality - 1972 — Black Sabbath Vol. 4 - 1973 — Sabbath Bloody Sabbath - 1975 — Sabotage - 1976 — We Sold Our Soul for Rock ’n’ Roll (сборник) - 1976 — Technical Ecstasy - 1978 — Never Say Die! - 1998 — Reunion (концертный) - 2002 — Past Lives (концертный) - 2013 — 13 | Студийные альбомы c другими вокалистами, выходившие под маркой Black Sabbath до урегулирования спора - 1980 — Heaven and Hell - 1981 — Mob Rules - 1983 — Born Again - 1986 — Seventh Star - 1987 — The Eternal Idol - 1989 — Headless Cross - 1990 — Tyr - 1992 — Dehumanizer - 1994 — Cross Purposes - 1995 — Forbidden |

## Туры
| - 1970 — Black Sabbath Tour - 1970—1971 — Paranoid Tour - 1971—1972 — Master of Reality Tour - 1972—1973 — Vol. 4 Tour - 1973—1974 — Sabbath Bloody Sabbath Tour - 1974—1976 — Sabotage Tour - 1976—1977 — Technical Ecstacy Tour - 1978 — Never Say Die! Tour - 1980—1981 — Heaven & Hell Tour - 1981—1982 — Mob Rules Tour | - 1983 — Born Again Tour - 1986 — Seventh Star Tour - 1987 — Eternal Idol Tour - 1989 — Headless Cross Tour - 1990 — Tyr Tour - 1992 — Dehumanizer Tour - 1994 — Cross Purposes Tour - 1995 — Forbidden Tour - 1997 — Ozzfest Tour 1997 - 1998 — European Tour | - 1999 — Reunion Tour Ozzfest Tour 1999 US Tour European Tour - 2001 — Ozzfest Tour 2001 - 2004 — Ozzfest Tour 2004 - 2005 — European Tour Ozzfest Tour 2005 - 2012—2014 Black Sabbath Reunion Tour, - 2016—2017 — The End Tour |

### Книги о группе
- Chris Welch. Black Sabbath. — Proteus Pub Co, июнь 1982. — 96 с. — ISBN 978-0862760151.
- Mick Wall. Paranoid: Black Days with Sabbath & Other Horror Stories. — Mainstream Publishing, 1 февраля 1999. — 224 с. — ISBN 978-1851589937.
- Robert V. Conte. Black Sabbath : The Ozzy Osbourne Years. — Studio Chikara, 8 сентября 2000. — Т. 56. — 48 с. — ISBN 978-1890313999.
- Steven Rosen. Black Sabbath. — 2nd Edition. — Sanctuary Publishing, 25 января 2002. — 200 с. — ISBN 978-1860743979.
- Dave Marsh. Black Sabbath: An Oral History. — Harper Paperbacks, 3 сентября 2002. — 128 с. — (For the Record). — ISBN 978-0060529451.
- Garry Sharpe-Young. Black Sabbath: Never Say Die! 1979-1997. — 2nd Edition. — Cherry Red Books, 1 сентября 2003. — 350 с. — (Rockdetector). — ISBN 978-1901447163.
- Barney Hoskyns. Into the Void: Ozzy Osbourne and Black Sabbath: A Rock's Backpages Reader. — Omnibus Press, 1 сентября 2004. — 182 с. — ISBN 978-1844491506.
- David Tangye. How Black Was Our Sabbath: An Unauthorized View from the Crew. — Pan Macmillan UK, March 1, 2005. — 236 с. — ISBN 978-0330411943.
- Garry Sharpe-Young. Sabbath Bloody Sabbath: The Battle for Black Sabbath. — Zonda Books Limited, 13 марта 2006. — 442 с. — ISBN 978-0958268417.
- Martin Popoff. Black Sabbath: Doom Let Loose. — ECW Press, 2006. — 355 с. — ISBN 978-1550227314.
- Joel McIver. Sabbath Bloody Sabbath. — 1st edition. — Omnibus Press, July 1, 2007. — 384 p. — ISBN 978-1844499823.

- Paul Wilkinson. Rat Salad: Black Sabbath, The Classic Years, 1969--1975. — First Edition. — Thomas Dunne Books, July 24, 2007. — 256 с. — ISBN 978-0312367237.
- John Darnielle. Black Sabbath's Master of Reality. — Bloomsbury Academic, 15 апреля 2008. — Т. 56. — 112 с. — (33 1/3). — ISBN 978-0826428998.
- Andrew L. Cope. Black Sabbath and the Rise of Heavy Metal Music. — Ashgate; New edition edition, 1 апреля 2010. — 186 с. — (Ashgate Popular and Folk Music Series). — ISBN 978-0754668817.
- Brian Aberback. Black Sabbath: Pioneers of Heavy Metal. — Enslow Pub Inc, сентябрь 2010. — 112 с. — (Rebels of Rock). — ISBN 978-1598452129.
- Bob Carruthers. Black Sabbath - Uncensored On the Record. — Coda Books Ltd., 12 декабря 2011. — 122 с. — (Ashgate Popular and Folk Music Series).
- William Irwin. Black Sabbath and Philosophy: Mastering Reality. — 1 edition. — Wiley, October 23, 2012. — 224 с. — ISBN 978-1118397596.
- Edward W. Baggett. Black Sabbath: A View From The Fans. — CreateSpace Independent Publishing Platform, 10 июня 2014. — 354 с. — ISBN 978-1494267452.
- Edward W. Baggett. Black Sabbath The Tony Martin Years Scrapbook. — CreateSpace Independent Publishing Platform, 25 января 2015. — 86 с. — ISBN 978-1503370975.
- Edward W. Baggett. Black Sabbath Crosses And Thorns The Tony Martin Years. — CreateSpace Independent Publishing Platform, 28 марта 2015. — 154 с. — ISBN 978-1496084460.
- Mick Wall. Black Sabbath: Symptom of the Universe. — St. Martin's Press, 14 апреля 2015. — 400 с. — ISBN 978-1250051349.
- Paul Elliott. Black Sabbath: The Vault. — Carlton Books, 6 октября 2015. — 64 с. — ISBN 978-1780975580.
- Going Through Changes. — WYMER Publishung, 28 сентября 2018. — 128 с. — ISBN 978-1912782031.
- Pete Sarfas. Snowblind in East Ham 1974. — Black Sabbath Appreciation Society, 2024. — 160+ с. — ISBN 978-1399981569.

### Учебники
- Mark Phillips. Black Sabbath - Anthology. — Music Sales America, 1 января 1992. — 128 с. — (Black Sabbath). — ISBN 978-0825610844.
- Black Sabbath. Play Guitar With...Black Sabbath. — Wise Publications, 31 декабря 1999. — 48 с. — (Black Sabbath). — ISBN 978-0711977624.
- Black Sabbath. Black Sabbath - Riff by Riff / Ian Cunningham. — Cherry Lane Music, 1 сентября 2000. — 72 с. — ISBN 978-1575602646.
- Black Sabbath. The Essential Black Sabbath: Easy Guitar with Riffs and Solos. — Hal Leonard, 1 января 2004. — 80 с. — ISBN 978-0634062513.
- Black Sabbath. Black Sabbath: Bass Play-Along. — Hal Leonard, 1 декабря 2009. — Т. 26. — 56 с. — (Bass Play-Along). — ISBN 978-1423482130.
- Black Sabbath, Tony Iommi. Black Sabbath - Riff by Riff: Your Guide to the Guitar Style and Techniques of Black Sabbath Reader. — Cherry Lane Music, 1 октября 2010. — 72 с. — ISBN 978-1603782791.
- Black Sabbath. Black Sabbath For Ukulele. — Hal Leonard Corporation, 1 декабря 2010. — 48 с. — ISBN 978-0825637544.
- Black Sabbath. Black Sabbath: Drum Play-Along. — TRO - The Richmond Organization, 1 октября 2013. — Т. 22. — (Drum Play-Along). — ISBN 978-1423482451.

### Энциклопедии
- Garry Sharpe-Young[d]. Black Sabbath: The Pioneers of Heavy Metal : [англ.] // Metal: The Definitive Guide[d] : encyclopedia / Garry Sharpe-Young; Ed.: J. McIver. — 1st. — London : Jawbone Press[d], 2007. — P. 12—30. — ISBN 978-1-906-00201-5. — WD Q117303739.